# Aerosul Linhas Aéreas
A Aerosul Linhas Aéreas é uma companhia aérea brasileira com sede em Arapongas, Paraná.
A companhia aérea iniciou suas operações em 16 de junho de 2021.

## História
Em 10 de fevereiro de 2021, a ANAC emitiu a outorga de concessão para a operação de serviços públicos regulares e não regulares de transporte aéreo no Brasil. A companhia aérea fez seu voo inaugural em 16 de junho de 2021.

## Destinos
O primeiro voo comercial da Aerosul foi inaugural no dia 16 de junho de 2021, de Apucarana até Curitiba. A Aerosul Linhas Aéreas liga as seguintes cidades:
| Cidade              | Aeroporto                                | Começo                 | Fim       | Notas |
| ------------------- | ---------------------------------------- | ---------------------- | --------- | ----- |
| Apucarana           | Aeroporto de Apucarana                   | 29 de setembro de 2021 |           |       |
| Caçador             | Aeroporto de Caçador                     | 27 de setembro de 2021 |           | [ 4 ] |
| Curitiba            | Aeroporto Internacional de Curitiba      | 16 de junho de 2021    |           | [ 5 ] |
| Florianópolis       | Aeroporto Internacional de Florianópolis | 16 de junho de 2021    |           | [ 5 ] |
| Londrina            | Aeroporto de Londrina                    | 16 de junho de 2021    | Terminado | [ 5 ] |
| Pato Branco         | Aeroporto de Pato Branco                 | 28 de setembro de 2021 |           |       |
| São Miguel do Oeste | Aeroporto de São Miguel do Oeste         | 27 de setembro de 2021 |           | [ 6 ] |

## Frota
A frota da Aerosul consiste nas seguintes aeronaves (Julho de 2021):
| Aeronaves          | Total | Ordens | Passageiros | Notas |
| ------------------ | ----- | ------ | ----------- | ----- |
| Cessna 208 Caravan | 3     | –      | 9           |       |
| Total              | 3     | 0      |             |       |